# آوگوست اشمیرر
آوگوست اشمیرر (آلمانی: August Schmierer؛ ۲۸ آوریل ۱۸۷۰ – نامشخص) بازیکن راگبی ۱۵ نفره اهل آلمان بود.
او عضو تیم اتحادیه راگبی آلمان بود که موفق به کسب مدال نقره شد. در مسابقات 1880  اف سی فرانکفورت به جای یک تیم ملی رسمی آلمان شرکت کرد .